# Dominic Fike
Dominic David Fike, född 30 december 1995 i Naples i Florida, är en amerikansk sångare, låtskrivare, musiker och skådespelare som signerade till Columbia Records 2018. Fike fick uppmärksamhet från ett flertal skivbolag efter att ha släppt sin debut-EP Don't Forget About Me, Demos vid 21 års ålder i december 2017, som spelades in under tiden han satt i husarrest efter misshandel av polis. EP:n ledde till ett auktionskrig, och han tecknade med Columbia för en rapporterad summa av 4 miljoner USD, motsvarande drygt 48 miljoner SEK. Han hamnade senare i fängelse för att ha brutit mot husarresten och uppmärksammades 2018 för låten "3 Nights", som sattes på rotation på BBC Radio 1 och nådde topp fem i Australien, Irland och Storbritannien.
Dominic Fikes låt "3 Nights" från hans 2017 EP Don't Forget About Me, Demos släpptes som singel 2018 och dess akustiska gitarrljud jämfördes med Jack Johnsons musik. EP:n har totalt 6 låtar, titlarna är "3 Nights", "She Wants My Money", "Babydoll", "Westcoast Collective", "Socks" och "King of Everything." "3 Nights" placerades på rotation på flera radiostationer och Spotify-spellistor, Rolling Stone skrev att den "har vad som krävs för telefonreklam, med en klappglad takt och en alliterativ, påspringande refräng". Pitchfork sa att Fike på låten "sjunger lite mer om att stanna ute sent, ta tag i ögonblicket och fånga några känslor och så småningom halvt rappa om att få nakenbilder. Det är milt sagt hjärtligt men helt glömskt." Billboard beskrev Fike som en genreböjande konstnär med hänvisning till EP:n, och utsåg honom senare till en kommande akt att hålla koll på och kallade "3 Nights" "Motownfärgad" samt "trendsäker och oemotståndlig".
År 2022 fick Fike en huvudroll i den andra säsongen av Euphoria.

## Diskografi

### Studioalbum
- 2020 – What Could Possibly Go Wrong

### EPs
- 2018 – Don't Forget About Me, Demos

### Singlar
- 2018 – "3 Nights"
- 2019 – "Açaí Bowl"[8]
- 2019 – "Rollerblades"
- 2019 – "Phone Numbers" (med Kenny Beats)
- 2019 – "Hit Me Up" (med Omar Apollo & Kenny Beats)
- 2020 – "Chicken Tenders"
- 2020 – "Politics & Violence"
- 2021 – "The Kiss of Venus" (med Paul McCartney)[9]